# Тревор (проект)
«Проект Тревор» (англ. The Trevor Project) — американская некоммерческая организация, основанная в 1998 году, деятельность которой направлена на предотвращение самоубийств среди молодых лесбиянок, геев, бисексуалов и трансгендерных людей. Имеет свою бесплатную конфиденциальную телефонную линию, известную, как «Линия жизни Тревора», которая занимается анонимным консультированием ЛГБТ-подростков, нуждающихся в помощи психологов. Проект также предлагает рекомендации и материалы для родителей и педагогов. Деятельность организации была поддержана такими знаменитостями, как Адам Ламберт, Крис Колфер, Нил Патрик Харрис, Джеймс Марсден, Дэниел Рэдклифф, Даррен Крисс и Тайлер Окли.

## История
Проект был основан в 1998 году в Западном Голливуде, штат Калифорния, Джеймсом Лисесном, Пегги Райски и Рэнди Стоуном. Они являлись создателями короткометражного фильма «Тревор», в 1995 году удостоенного премии Оскар, о тринадцатилетнем гее, который был отвергнут друзьями из-за своей сексуальной ориентации и предпринял попытку самоубийства.
Когда фильм готовили к показу на канале HBO в 1998 году, его создатели ожидали, что некоторые из молодых зрителей будут испытывать те же проблемы, что и главный герой картины. Они стали искать телефонную линию поддержки, которая могла бы принимать звонки подростков во время демонстрации фильма, но обнаружили, что такой горячей линии нет и никогда не существовало. Тогда кинематографисты решили посвятить себя тому, что, по их мнению, было важно и необходимо: организации психологической помощи ЛГБТ-молодёжи в кризисных ситуациях и предотвращению попыток суицида среди лиц этой группы.
«Линия жизни Тревора» была создана на средства от лицензионного сбора канала HBO при финансовой поддержке Фонда Колин Хиггинс. Линия стала первой национальной телефонной службой доверия по предупреждению суицидальных попыток, совершаемых ЛГБТ-подростками.
В ноябре 2009 года проект заключил контракт с «Целевой группой профилактики самоубийств округа Тулар». Под это соглашение организация впервые получила государственное финансирование.
10 августа 2009 года «проект Тревор» объявил о том, что он получил крупное денежное пожертвование от Дэниела Рэдклиффа, известного актёра, исполнителя роли Гарри Поттера. В своем заявлении Рэдклифф сказал:

Мне очень приятно начать поддержку «проекта Тревор», деятельность которого ежедневно спасает человеческие жизни. Очень печально сознавать, что в 2009 году суицид по распространенности стал третьей причиной смерти среди молодых людей, и особенно ужасно то, что ЛГБТ-подростки совершают попытки самоубийства в четыре раза чаще, чем их гетеросексуальные сверстники.Оригинальный текст (англ.)I am very pleased to begin my support of the Trevor Project, which saves lives every day through its critical work. It's extremely distressing to consider that in 2009 suicide is a top-three killer of young people, and it's truly devastating to learn that LGBTQ youth are up to four times more likely to attempt suicide than their heterosexual peers.

## Сервисы
Проект предоставляет сервисы:
- Trevor lifeline — национальная круглосуточная линия для бесплатных и анонимных консультаций ЛГБТ-подростков, нуждающихся в экстренной помощи.
- Trevor space — виртуальная социальная сеть для ЛГБТ-лиц в возрасте 13-24 лет, их друзей и единомышленников.
- Trevor Chat — бесплатный анонимный сервис обмена онлайн-сообщениями, где помощь оказывают квалифицированные добровольцы.
- Trevor ask — форум, на котором подростки, не нуждающиеся в экстренной психологической помощи, могут задавать вопросы на тему сексуальной ориентации и гендерной идентичности.